# Basílio (futebolista)
Valdeci Basílio da Silva, mais conhecido como Basílio (Andradina, 14 de julho de 1972) é um ex-futebolista brasileiro que atuava como atacante.
Conhecido também como "Basigol", atualmente, é dono de um Centro de Treinamento de jogadores em Andradina, interior de São Paulo, revelando novos craques para o futebol brasileiro.

## Carreira
Começou a sua trajetória no futebol atuando pelo XV de Jaú. Posteriormente, jogou também no time de sua terra natal, o Andradina, retornou para o Galo da Comarca, Inter de Bebedouro, Olímpia, além de também ter defendido o São José, outro clube do interior paulista.
Em 1996, o atacante chegou ao Coritiba. Sua primeira passagem pelo Coxa Branca durou até 1997, já que no ano seguinte, acabou sendo vendido ao Kashiwa Reysol, do Japão. Retornou ao time alviverde em 99 e permaneceu até 2000, quando teve seu futebol adquirido pelo Palmeiras. Pelo clube, fez 108 jogos e marcou 27 gols, além de conquistar o campeonato estadual de 1999.
Em 2000, aos 27 anos, chegou ao Palmeiras com um contrato de 6 meses, à pedido de Luiz Felipe Scolari. Agradou e ficou por mais tempo. Foram 85 jogos e 11 gols entre 2000 e 2001, além de dois títulos: Torneio Rio-São Paulo e Copa dos Campeões.
Em 2002, foi para o Ituano, onde foi Campeão Paulista. Passou pela Ponte Preta, pelo Grêmio do Tite e Marília, onde fez uma campanha da Série B muito boa e foi quando o técnico Emerson Leão o convidou para ir para o Santos FC.
Em 2004, acertou contrato com o Santos FC, seu clube de coração. Pelo clube, entre 2004 e 2005, disputou 116 jogos, fez 42 gols e foi Campeão Brasileiro em 2004, quando fez 15 gols mesmo sendo reserva.
Após passagem pelo Verdy Tokyo, do Japão, chegou ao Marília em 2006.
Em 2008, foi Campeão goiano pelo Itumbiara.
Marcou em seu retorno ao Marília em 2010, em um amistoso contra o Atlético-PR. O MAC venceu por 1–0 com gol do artilheiro Basílio.
O atacante deixou os gramados no início de 2011, aos 38 anos, encerrando sua carreira no Sertãozinho.

## Títulos
Coritiba
- Campeonato Paranaense: 1999

Palmeiras
- Torneio Rio-São Paulo: 2000
- Copa dos Campeões: 2000[11][12]

Ituano
- Campeonato Paulista: 2002

Santos
- Campeonato Brasileiro: 2004

Itumbiara
- Campeonato Goiano: 2008

## Artilharias
- Supercampeonato Paulista: 2002 (4 gols)